# Nant
Nant is een gemeente in het Franse departement Aveyron in de regio Occitanie. De plaats maakt deel uit van het arrondissement Millau. Nant telde op 1 januari 2022 1.017 inwoners.
Buiten de dorpskern van Nant zelf behoren meerdere andere dorpen en gehuchten tot Nant, waaronder les Cuns, Cantobre, Saint-Sauveur, Ambouls, Saint-Michel-de-Rouviac, le Liquier, Mas du Pré, Mas-de-Pomier en les Liquisses Hautes et Basses.

## Geografie
De oppervlakte van Nant bedroeg op 1 januari 2022 109,4 vierkante kilometer; de bevolkingsdichtheid was toen 9,3 inwoners per km².
De onderstaande kaart toont de ligging van Nant met de belangrijkste infrastructuur en aangrenzende gemeenten.

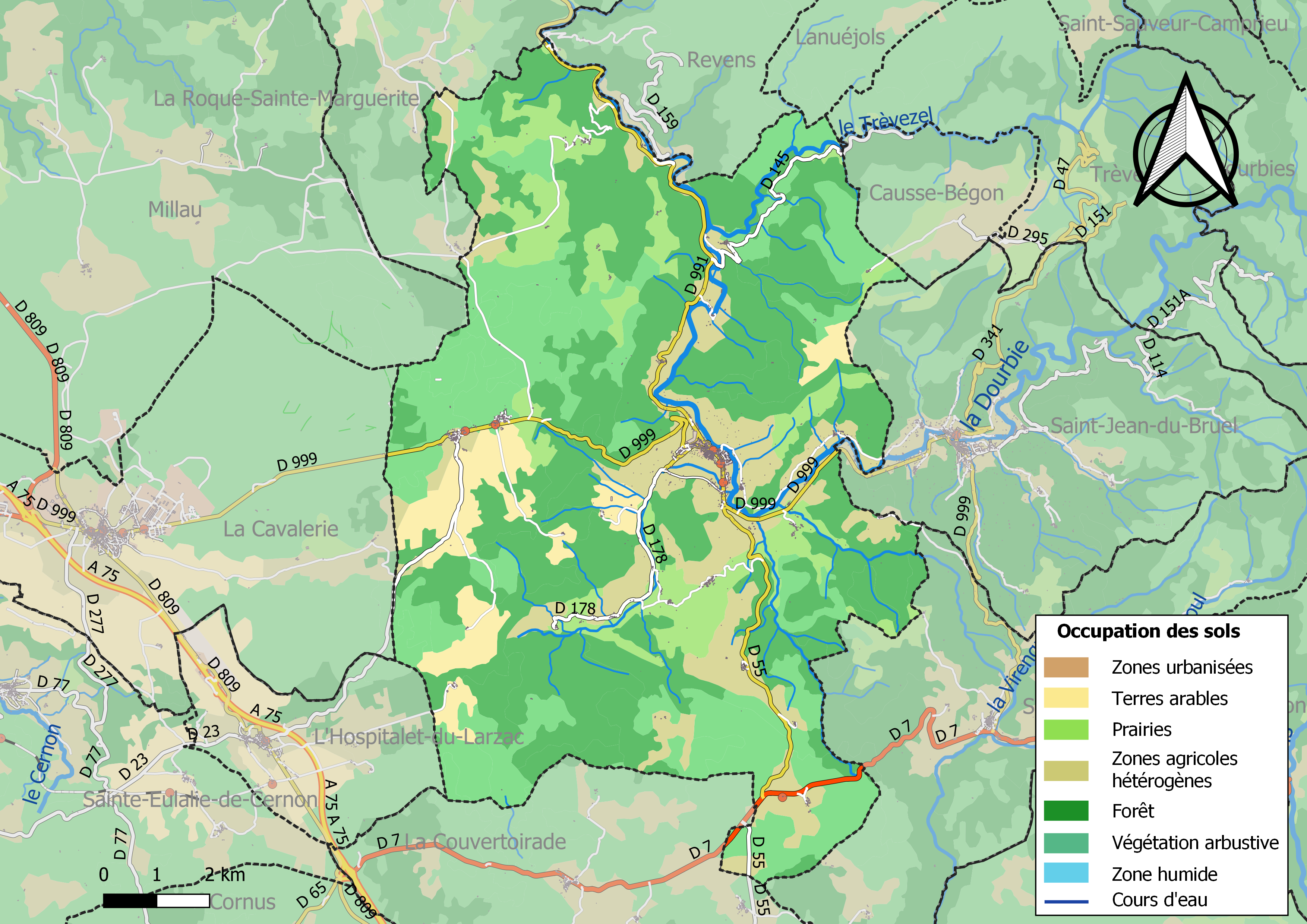

## Demografie
Onderstaande figuur toont het verloop van het inwonertal (bron: INSEE-tellingen).

Vanwege een beveiligingsprobleem met de MediaWiki Graph-software is het momenteel niet mogelijk deze grafiek weer te geven. Zodra de software is bijgewerkt zal de grafiek vanzelf weer zichtbaar worden.